# Lamprempis boracea
Lamprempis boracea är en tvåvingeart som beskrevs av Smith 1962. Lamprempis boracea ingår i släktet Lamprempis och familjen dansflugor. Inga underarter finns listade i Catalogue of Life.